# Лепсозеро
Лепсозеро — озеро на территории Онежского района Архангельской области.

## Общие сведения
Площадь озера — 2,5 км², площадь водосборного бассейна — 17,4 км². Располагается на высоте 66,1 метров над уровнем моря.
Форма озера двух лопастная, продолговатая: вытянуто с северо-востока на юго-запад. Берега каменисто-песчаные, преимущественно возвышенные.
С западной стороны озера вытекает безымянный водоток, который, протекая через озеро Нижнее, втекает в реку Малошуйку, впадающую в Онежскую губу Белого моря (Поморский берег).
В озере расположены два безымянных острова различной площади.
С северной стороны к озеру подходит лесная дорога.
Код объекта в государственном водном реестре — 03010000211102000009280.